# Gagata dolichonema
Gagata dolichonema är en fiskart som beskrevs av He, 1996. Gagata dolichonema ingår i släktet Gagata och familjen Sisoridae. IUCN kategoriserar arten globalt som livskraftig. Inga underarter finns listade i Catalogue of Life.